# United Nations Operation in Somalia I

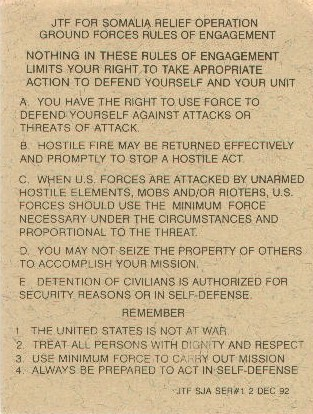
Die Rules of engagement der UNOSOM I

Die United Nations Operation in Somalia I (UNOSOM I, deutsch Operation der Vereinten Nationen in Somalia I), eine UN-Friedensmission, basierte auf der UN-Resolution 751  vom 24. April 1992 und fand von April 1992 bis März 1993 statt. Die Mission lief zunächst unter der Bezeichnung UNOSOM, bevor sie durch UNOSOM II abgelöst wurde. Das Ziel dieser humanitären Intervention war, die Lieferung von Nahrungsmittelhilfe an die von Bürgerkrieg und Hungersnot Betroffenen zu sichern.

## Hintergrund

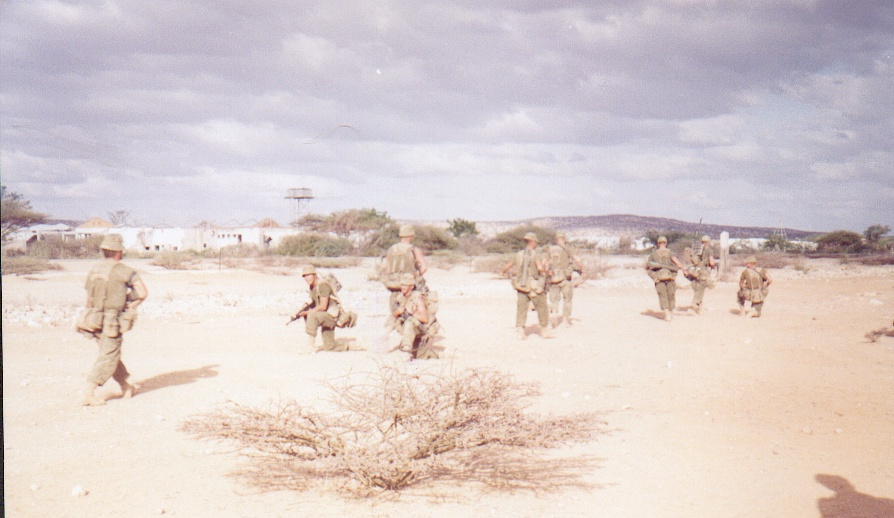
Kanadische Militärkräfte 1992

Nach dem Sturz der autoritären Regierung unter Siad Barre brach der Bürgerkrieg in Somalia aus, der bis heute andauert. Ab November 1991 kam es zu schweren Kämpfen in der Hauptstadt Mogadischu zwischen bewaffneten Gruppen von General Mohammed Farah Aidid, Ali Mahdi Mohammed und weiteren Parteien. Zusätzlich gab es einen Konflikt in Kismaayo, während im Nordwesten des Landes lokale Führer die Unabhängigkeit Somalilands erklärten. Plünderungen, Banditentum und Gewalt zwischen den verschiedenen kämpfenden Clans sowie mit und unter der Zivilbevölkerung waren weit verbreitet.
Diese Kämpfe zwischen Kriegsherren, Clans und Unter-Clans in losen Bündnissen fanden zeitgleich mit einer starken Dürre statt. Diese Kombination führte zur Hungersnot in Somalia, in deren Folge fast 4,5 Millionen Menschen – mehr als die Hälfte der Bevölkerung – von Hunger und Krankheit bedroht waren. Insgesamt wird geschätzt, dass 300.000 Menschen, darunter viele Kinder, starben. Etwa 2 Millionen Somalis flohen entweder in Nachbarstaaten, insbesondere Kenia, oder als Binnenvertriebene in verschiedene Regionen des Landes.

## UNO-Resolutionen
Vor diesem Hintergrund verabschiedete am 23. Januar 1992 der UNO-Sicherheitsrat einstimmig die UN-Resolution 733 unter Kapitel VII der UN-Charta und verhängte über Somalia ein allgemeines und komplettes Waffenembargo.
Am 17. März 1992 nahm der Sicherheitsrat einstimmig die UN-Resolution 746 an, welche die Dringlichkeit der Fortsetzung der humanitären Arbeit in Somalia enthielt. Sie unterstützte außerdem die Entscheidung des Generalsekretärs Boutros Boutros-Ghali, ein technisches Einsatzteam zu entsenden. Die UN-Resolution 751 ermächtigte die UNO ab dem 24. April 1992 50 Militärbeobachter und 500 Blauhelme in das Land zu entsenden. Am 28. August 1992 folgte die UN-Resolution 775, durch die eine Aufstockung des gesamten technischen, humanitären und militärischen Personals ermöglicht wurde.

## Missionsdaten
Das Hauptquartier der Mission befand sich in Mogadischu. Das Team bestand aus 50 militärischen Beobachtern, 3.500 Sicherheitskräften, bis zu 719 Personen der logistischen Unterstützung und etwa 200 internationalen, zivilen Mitarbeitern. Die Kosten der Mission betrugen $ 42.931.700.

## Funktion der Mission
Eingesetzt wurde die Mission, um einen Waffenstillstand zwischen den Kriegsherren Mohammed Farah Aidid und Ali Mahdi Mohammed in Mogadischu zu überwachen und Schutz und Sicherheit für UN-Personal, Ausrüstung und Versorgungsmaterialien an den Seehäfen und den Flughäfen in Mogadischu zu gewähren. Dazu gehörten die eskortierten Anlieferungen der humanitären Versorgungsmaterialien von dort zu den Auslieferungslagern in der Stadt und in ihrer direkten Umgebung. Im August 1992 wurde die Vollmacht und Stärke der Mission vergrößert, um es zu ermöglichen, humanitäre Konvois und Auslieferungslager in ganz Somalia zu schützen.
Im Dezember 1992, nachdem sich die Situation in Somalia weiter verschlechtert hatte, autorisierte der Sicherheitsrat Mitgliedsstaaten, die sogenannte Unified Task Force UNITAF zu bilden – die zu zwei Dritteln aus US-amerikanischen Truppen bestand und deren Oberbefehl unterstand –, um die Lieferung humanitärer Hilfe zu sichern. UNITAF arbeitete in der Koordination mit UNOSOM I, um die Ballungszentren der Bevölkerung zu sichern und sicherzustellen, dass humanitäre Unterstützung gegeben und verteilt werden konnte.
Das Mandat ging im März 1993 nach Verabschiedung der UN-Resolution 814 (1993) an die Mission UNOSOM II über.